# NGC 5253
NGC 5253 (другие обозначения — ESO 445-4, MCG −5-32-60, UGCA 369, AM 1337—312, IRAS13370-3123, PGC 48334) — галактика в созвездии Центавр.
Этот объект входит в число перечисленных в оригинальной редакции «Нового общего каталога».
В галактике вспыхнула сверхновая SN 1972E типа I, её пиковая видимая звездная величина составила 8,5.
В галактике вспыхнула сверхновая SN 1895B, её пиковая видимая звездная величина составила 8,0.